# Franz Karl Eusebius von Waldburg-Friedberg und Trauchburg
Franz Karl Eusebius Graf von Waldburg-Friedberg und Trauchburg (* 23. August 1701 in Dürmentingen; † 6. Juli 1772 in Salzburg) war von 1746 bis 1772 Fürstbischof von Chiemsee.

## Herkunft und Besitzungen

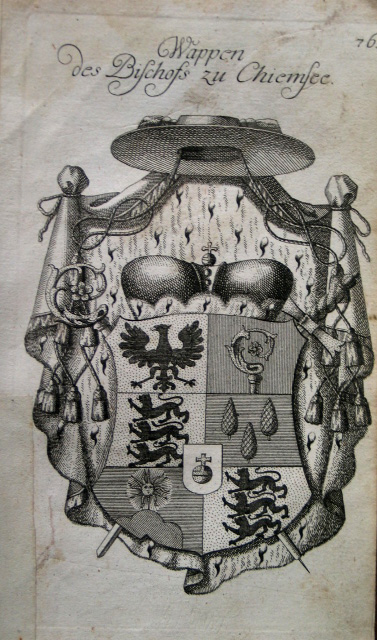
Wappen des Bischofs Franz Karl Eusebius von Waldburg-Friedberg und Trauchburg

Franz Karl Eusebius entstammte dem schwäbischen Adelsgeschlecht Waldburg. Er war das 10. von 13 Kindern aus der Ehe des kaiserlichen Rats Christoph Franz von Friedberg und Trauchburg (1669–1717) und der Maria Sophia zu Oettingen (1666–1743). Nach dem Tod seines Bruders Friedrich Anton Marquard erbte er 1744 die Grafschaft Trauchburg und die Herrschaft Kißlegg. Da er der letzte männliche Nachkomme der jüngeren Trauchburger Linie des Hauses Waldburg war, fielen ihm 1764 von seinem Neffen Leopold die Grafschaft Friedberg sowie die Herrschaften Scheer, Dürmentingen und Bussen zu. 1754 bis 1757 ließ er von Johann Georg Specht das Jagdschloss Rimpach errichten. Nach seinem Tod 1772 fielen die Grafschaft Trauchburg an den Grafen Anton von Zeil und die Grafschaft Friedberg an die Grafen zu Wurzach, Wolfegg und Waldsee. Die Letztere wurde 1786 an das Haus Thurn und Taxis verkauft.

## Leben
Franz Karl Eusebius wurde für die geistliche Laufbahn bestimmt und war ab 1719 Domherr in Salzburg und 1719–1727 Mitglied des Basler Domkapitels. Nach Studien an der Universität Salzburg und vielleicht auch in Rom wurde er 1728 Präsident des Salzburger Kriegsrats und 1730 des Hofrats. 1739 wählte ihn das dortige Domkapitel zum Dekan und der Erzbischof ernannte ihn zum Geheimen Rat. 1742 nahm er im Auftrag des Erzbischofs Leopold Anton von Firmian an den Gesprächen über die Kaiserwahl teil und 1745 verhandelte er am Münchner Hof, zu dem er vermutlich gute Beziehungen unterhielt, in Salzangelegenheiten sowie über die Wiedergutmachung von Schäden des Österreichischen Erbfolgekriegs.
Nach dem Tod des Chiemseer Bischofs Joseph Franz Valerian von Arco ernannte Erzbischof Jakob Ernst von Liechtenstein-Kastelkorn am 1. Mai 1746 Franz Karl Eusebius von Waldburg-Friedberg und Trauchburg zu dessen Nachfolger. Nach der Bestätigung vom 13. d. M. folgte am 14. Mai 1746 die Bischofsweihe durch den Erzbischof in Salzburg und am 18. August 1748 die Amtseinführung in Herrenchiemsee. Bereits 1747 resignierte er auf das Salzburger Dekanat, stieg jedoch 1755 zum Senior des Domkapitels auf. Als Bischof von Chiemsee berief er 1748 eine Diözesansynode nach St. Johann in Tirol, auf der die Synodalstatuten neu gefasst wurden. 1752 visitierte er den bayerischen Anteil seines Sprengels, 1763 die gesamte Diözese. 1760 stiftete Martin Riester, Dekan und Pfarrer von St. Johann, ein Priesterhaus für den chiemseeischen Diözesanklerus. Mit seinem Testament verfügte Franz Karl Eusebius Schenkungen an die Kirche in Rimpach sowie die Lorettokirche in Neutrauchburg. Seiner Salzburger Residenz, dem Chiemseehof, stiftete er eine zweite Kaplanei und für die Grafschaft Trauchburg bestimmte er Mittel für die Armenpflege.